# Przeworno (gmina)
Przeworno est une gmina rurale du powiat de Strzelin, Basse-Silésie, dans le sud-ouest de la Pologne. Son siège est le village de Przeworno, qui se situe environ 12 km au sud de Strzelin, et 50 km au sud de la capitale régionale Wrocław.
La gmina couvre une superficie de 111,96 km2 pour une population de 5 255 habitants.

## Géographie
La gmina est bordée par les gminy de Grodków, Łambinowice, Niemodlin et Pakosławice.
La gmina contient les villages de Cierpice, Dobroszów, Dzierzkowa, Głowaczów, Jagielnica, Jagielno, Jegłowa, Karnków, Kaszówka, Konary, Królewiec, Krynka, Krzywina, Miłocice, Mników, Ostrężna, Płosa, Pogroda, Przeworno, Romanów, Rożnów, Samborowice, Samborowiczki, Sarby, Stanica, Strużyna, Wieliczna et Wieliszów.